# テレホンサービス
テレホンサービスは、日本における情報サービスの一種で、電話を用いて音声による情報提供を行うものである。和製英語。

## 概要
利用者がサービス提供側の電話番号にかけると、提供側があらかじめ録音等で作成しておいた音声メッセージが自動再生され、利用者側の受話器に流れる仕組みである。代表例に「177」番の天気予報、「117」番の時報などがある（このうち天気予報は2025年3月31日にサービス終了）。同様のサービスは日本以外の各国にも存在した。アメリカには「Dial-a-joke」という、録音されたジョークが楽しめるサービスがあった。
日本のテレホンサービス第1号は天気予報で、当初は「177」ではなく一般の電話番号だった。1946年（昭和21年）に設置された中央気象台天気相談所（現・気象庁天気相談所）が電話対応を始めたところ、徐々に問い合わせが増えて職員が多忙になったため、日本電信電話公社（NTT東日本・NTT西日本の前身）に依頼してテープレコーダーと電話機を直結させたシステムを開発したのが始まりである。天気予報サービスは1954年（昭和29年）に試験運用が、1955年（昭和30年）に本運用が開始されて好評を博し、同じ1955年にテレホンサービス第2号として時報のサービス提供が開始された（東京での開始当初は「117」ではなく「223」番）。
音声メッセージは当初、アナログのテープレコーダー等に声・音を直接吹き込んだり編集したりしたものが主流であった。天気予報サービスも、当初は情報更新のたびに人が声で吹き込んでいた。天気予報サービスで自動音声合成が活用されるようになったのは1997年（平成9年）からである。
初期のテレホンサービスは、新聞社のニュース、国鉄の列車案内など公共性のあるものに限られていたが、1971年（昭和46年）には一般企業もテレホンサービスを提供できるようになった。同年6月に173件だったサービス件数は3年後の1974年6月には2,722件に達した。テレホンサービスは各官庁・自治体からの情報提供サービスや、民間企業の業務案内・求人情報、株式・生活などの情報、スポーツニュースや民話といった娯楽目的の音声番組など広がりを見せ、当時は「第三の情報メディア」とも称された。
インターネットやテレビのデータ放送が存在しなかった昭和時代、利用者が欲しい情報を欲しいタイミングに選択して取得できる（いわゆるオンデマンド形式の）情報提供をオンタイムかつ全国規模で行えるメディアは数少なかった（たとえばテレビ・ラジオは既に全国に広がっていたものの、情報提供のタイミングは放送局側の番組表次第である）。またテレホンサービスは提供コストの面でも、大規模な送信設備や放送免許を要するテレビ・ラジオ、印刷設備や物理的な輸送網を要する出版物・新聞・郵便物より優れ、さらに録音テープ（またはデータ）を書き換えるだけで情報更新が容易にできるため、速報性を保つことにも長けていたといえる。ただし電話回線は同時接続できる回線数に限りがあり、現在のように1つのコンテンツに対して数万人単位のユーザーが手軽に同時接続するようなことは不可能であった。また現代のアプリの通知機能のようなものもなく、利用者側から電話をかけない限り、提供側から利用者側に通知や情報を伝える手段はなかった。
『昭和53年 通信白書』によれば、テレホンサービスの発展は昭和50年代（1980年前後）には既に頭打ちを迎えたようである。1970年代後半には家庭用ビデオテープレコーダの普及が始まり、1980年代には日本でもレンタルビデオ店が誕生しており、少なくとも娯楽分野においては利用者の選択の幅が広がっていた。
1989年（平成元年）には新しい形態のテレホンサービス・ダイヤルQ2が誕生（ダイヤルQ2の経緯については当該項目を参照）、また1997年（平成9年）にはナビダイヤルが開始され、情報提供側にとっても選択肢が広がった。ナビダイヤルでは録音した音声データを発信者に流すだけでなく、発信者がプッシュホンのボタンを押すことで多様なやりとりが可能になり、旧来のテレホンサービスを使用していた事業者等がナビダイヤルや同様のサービスに切り替えた例もある。たとえば日本中央競馬会は2010年（平成22年）にエンドレス式テレホンサービス（全レース結果等をエンドレスの音声放送で伝える）を終了し、プッシュボタンでレースを指定して結果を聴く方式のテレホンサービスに移行した。
2000年代にかけても公共性・実用性のある一部のテレホンサービスは依然として優位だった。特に117の時報サービスは長らく、秒単位で正確な時刻を知るための最も一般的な手段の1つであった。インターネット回線を利用して自動で時刻調整する電子機器や、電波時計が一般に普及していなかったためである（インターネットの普及は1990年代後半。電波時計については、日本の標準電波の送信所開局はおおたかどや山標準電波送信所が1999年、はがね山標準電波送信所が2001年である）。またテレホンサービスの需要が完全に消えたわけではなく、たとえば177（天気予報）の場合、インターネットが苦手な年配者や視覚障がい者の人々が利用しているとの指摘があった。
2020年代現在、テレホンサービスの役割はほとんどウェブサイトやスマートフォン向けアプリ等に取って代わられた。テレホンサービスは公共性のあるものも含め減少傾向にあり、177（天気予報）も2025年3月31日にサービスを終了した。
民間企業の情報発信ツールとしては、上述のナビダイヤル等に転換した例を除けばほぼ現存しないが、現在も残るサービスの1つにタカラトミー提供の「リカちゃん電話」がある。